# Michael Rosenbaum
Michael Owen Rosenbaum (ur. 11 lipca 1972 w Oceanside w stanie Nowy Jork) – amerykański aktor pochodzenia żydowskiego. Odtwórca roli Lexa Luthora w serialu stacji The WB / The CW Tajemnice Smallville (2001–2008, 2011), za którą w 2002 otrzymał nagrodę Saturna jako najlepszy drugoplanowy aktor telewizyjny i pięć nominacji do tej nagrody (2003, 2004, 2005 i 2006). Podkładał głos w serialach: Liga Sprawiedliwych (Justice League) i Liga Sprawiedliwych bez granic (Justice League Unlimited).

## Filmografia

### Filmy
- 1997: Północ w ogrodzie dobra i zła jako Bart
- 1997: Północ w ogrodzie dobra i zła (Midnight in the Garden of Good and Evil) jako George Tucker
- 1998: Ulice strachu (Urban Legend) jako Parker Riley
- 2000: Batman: Powrót Jokera jako Ghoul (głos)
- 2001: Słodki listopad (Sweet November) jako Brandon / Brandy
- 2002: Fajna z niego babka jako Adam / Adina
- 2003: Wszystko się wali jako Todd Gendler
- 2005: Przeklęta jako Kyle
- 2005: Zebra z klasą jako Ruffshodd (głos)
- 2008: Dragonlance: Smoki schyłku jesieni jako Tanis Half-Elven (głos)
- 2012: Bij i wiej jako Gil Rathbinn
- 2012: Liga Sprawiedliwych: Zagłada jako Barry Allen / Flash (głos)
- 2017: Strażnicy Galaktyki vol. 2 jako Martinex T’Naga

### Seriale TV
- 1999: Rocket Power jako spiker sportowy (głos)
- 1999–2000: Zoe i przyjaciele jako Jack Cooper
- 1999–2001: Batman przyszłości jako Trapper / Flash (głos)
- 2000: Dzika rodzinka jako Tom Ravenhearst
- 2001–2008, 2011: Tajemnice Smallville (Smallville) jako Lex Luthor
- 2001-2004: Liga Sprawiedliwych (Justice League) jako Flash / Wally West / Deadshot / fotoreporter / Thanagarian Soldier (głos)
- 2004–2005: Przygody Jackie Chana jako Drago (głos)
- 2005: U nas w Filadelfii jako Colin
- 2005-2006: Młodzi Tytani jako Kid Flash (głos)
- 2005-2006: Liga Sprawiedliwych bez granic (Justice League Unlimited) jako Flash / Wally West / dr Polaris (głos)
- 2009: Batman: Odważni i bezwzględni jako Deadman (głos)
- 2011–2012: Breaking In jako Dutch Nilbog

### Gry komputerowe
- 2005: Yakuza jako Akira Nishiki (głos)
- 2008: Dark Sector jako Hayden Tenno (głos)
- 2012: Lollipop Chainsaw jako Nick Carlyle (głos)
- 2013: Infinite Crisis jako Flash (głos)
- 2015: Batman: Arkham Knight jako Johnny Charisma (głos)